# Kazuya Ōhashi
Kazuya Ohashi (大橋和也 Ōhashi Kazuya?, n. 9 de agosto de 1997, Prefectura de Fukuoka, Japón) es un cantante y actor japonés. Es integrante del grupo Naniwa Danshi, donde se desempeña como líder. 

## Biografía y carrera

### 1997-presente: Primeros años e inicios en su carrera
Nació en la prefectura de Fukuoka y se trasladó a Osaka cuando tenía tres años de edad. Empezó a bailar cuando asistía a la escuela primaria y se unió a la agencia Johnny & Associates el 3 de abril de 2009, aunque ya tenía experiencia en la industria del espectáculo.
Kazuya solía ser aprendiz de Kansai Johnny's Jr. Sin embargo, tras ver su actuación en el musical Shōnen-tachi Minami no Shima ni Yukihafuru en el verano de 2017, Kazuya fue recomendado por el productor de la obra al director Wally Kinoshita, y en 2018 protagonizó por primera vez junto a Joichiro Fujiwara el musical Ryūn 〜Fū no Mahō to Horobi no Ken〜. Además, fue seleccionado como miembro de Naniwa Danshi, una unidad dentro de Kansai Johnny's Jr., formada ese mismo año.
El 19 de febrero de 2019, comenzó a prestar su voz para Ichigoya Kanata, un ídolo virtual para el proyecto «Johnny's x SHOWROOM 'Virtual Johnny's Project (VJP)», una colaboración entre Johnny's & Associates y SHOWROOM.
El 12 de noviembre de 2021, debutó como integrante y líder de Naniwa Danshi con el sencillo «UbuLOVE».

## Filmografía

### Películas
| Título                                    | Año  | Papel         | Nota(s) | Ref.  |
| ----------------------------------------- | ---- | ------------- | ------- | ----- |
| Kansai Janīzu Jr. no mezase♪Dorīmusutēji! | 2016 | Shun Watanabe |         | [ 9 ] |

### Series de televisión
| Título                                          | Año  | Cadena            | Papel          | Nota(s)                              | Ref.          |
| ----------------------------------------------- | ---- | ----------------- | -------------- | ------------------------------------ | ------------- |
| Toshishita Kareshi                              | 2020 | TV Asahi          | Koichi Kanzaki | Aparición en el episodio 11          | [ 10 ]        |
| Seiho High School Men's!!!                      | 2020 | TV Tokyo          | Ichiro Fujiki  | Protagonista                         | [ 11 ]        |
| Zimoto ni Kaerenai Wakeari Danshi no 14 no Ziyo | 2021 | TV Asahi          | Takashi        | Aparición en los episodios 1, 2 y 14 | [ 12 ]        |
| Ore no Kawaii wa Mōsugu Shōhi Kigen!?           | 2022 | TV Asahi          | Kei Ichinose   | Papel de soporte                     | [ 13 ] [ 14 ] |
| Keshigomu o Kureta Joshi o Suki ni Natta        | 2022 | Nippon Television | Yu Fukuda      | Protagonista                         | [ 15 ] [ 16 ] |
| Keiji to Kenji 〜Shokatsu to Chiken no 24-ji〜  | 2023 | TV Asahi          | Yuki Hayashida | Aparición en el episodio 1           | [ 17 ]        |

### Programas de televisión
| Título             | Año  | Cadena   | Nota(s)              | Ref.   |
| ------------------ | ---- | -------- | -------------------- | ------ |
| Mezamashi TV       | 2020 | Fuji TV  | Presentador de abril | [ 18 ] |
| Quiz! The Iwakan   | 2020 | TBS      | Participante         | [ 19 ] |
| Kogane no Teishoku | 2022 | TV Tokyo | Presentador          | [ 20 ] |